# Piero Carini
Piero Carini, né le 6 mars 1921 à Gênes et mort le 30 mai 1957 à Saint-Étienne, est un ancien pilote italien de course automobile, qui a principalement couru sur Ferrari dans les années 1950 (après avoir gagné cependant la Corsa della Mandola en 1949 sur Maserati). 
Sa carrière commence en 1947. Il a notamment participé à trois Grands Prix du championnat du monde de Formule 1 en 1952 et 1953, et remporté le Grand Prix de Dakar en 1955.
En mai 1957 alors qu'il participe à la course des 6 Heures de Forez, sa Ferrari Testa Rossa traverse la barrière centrale et entre en collision avec la voiture du Portugais Antonio de Borges Barreto ; dans l'accident, les deux pilotes meurent. 

## Résultats en championnat du monde de Formule 1
| Saison | Écurie            | Châssis        | Moteur             | Pneus   | GP disputés | Points inscrits | Classement |
| ------ | ----------------- | -------------- | ------------------ | ------- | ----------- | --------------- | ---------- |
| 1952   | Scuderia Marzotto | Ferrari 166 F2 | Ferrari V12        | Pirelli | 2           | 0               | non classé |
| 1953   | Scuderia Ferrari  | Ferrari 533    | Ferrari 4 en ligne | Pirelli | 1           | 0               | non classé |

## Victoires en sport
- Vila Real (1950, sur OSCA) ;
- 2 Heures de Dakar (1955, sur Ferrari 750 Monza) ;
- Coupe de Lombardie (1955, sur Ferrari 750 Monza) ;
- Circuit de la Région de Calabre (1956, sur Ferrari 500 TR).